# Dylan Moran

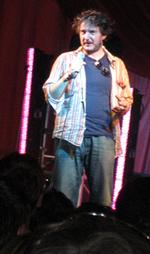
Dylan Moran auf dem Latitude Festival (Juli 2007)

Dylan Moran (* 3. November 1971 in Navan, County Meath, Irland) ist ein irischer Schauspieler und Comedian.

## Leben
Dylan Moran trat seit dem Jahr 1992 als Comedian im Dubliner Club The Comedy Cellar auf. Im Jahr 1993 erhielt er den Preis So You Think You’re Funny des Edinburgh Festivals. Für seine Show Gurgling for Money erhielt er im Jahr 1996 den Perrier Comedy Award.
Moran debütierte als Schauspieler in der Comedy-Fernsehserie Wie möchtest du mich? (How Do You Want Me?) in der er in den Jahren 1998 und 1999 spielte. In der Komödie Notting Hill (1999) mit Julia Roberts und Hugh Grant spielte er in einer kleinen Nebenrolle den Bücherdieb Rufus. In der Komödie The Actors (2003) spielte er neben Michael Caine eine der Hauptrollen.
In den Jahren 2000 bis 2004 spielte Moran in der Comedy-Fernsehserie Black Books, für die er auch einige Drehbücher schrieb. Für diese Rolle gewann er in den Jahren 2001 und 2005 den BAFTA Award. Im Jahr 2000 wurde er für den British Comedy Award nominiert, im Jahr 2004 wurde er für den IFTA Award nominiert.
Moran ist seit dem Jahr 1997 verheiratet und hat zwei Kinder. Er lebt in Edinburgh.

## Filmografie (Auswahl)
- 1998–1999: Wie möchtest du mich? (How Do You Want Me?, Fernsehserie)
- 1999: Notting Hill
- 2000–2004: Black Books (Fernsehserie)
- 2003: The Actors
- 2004: Shaun of the Dead
- 2005: A Cock and Bull Story
- 2007: Run, Fatboy, Run
- 2008: A Film with Me in It
- 2011: Wer ist die Braut?
- 2013: Breakfast Wine (Kurzfilm)
- 2014: Am Sonntag bist du tot (Calvary)
- 2022: The Witcher: Blood Origin (Miniserie)